# Tuolumne County
Tuolumne County ([tuːˈɒləmi]IPA, „To All o' Me“, s neznělým N) je okres v pohoří Sierra Nevada v americkém státě Kalifornie. Celková rozloha okresu činí 5890 km2 a k roce 2000 v něm žilo 54 501 obyvatel. V jeho východní části se nachází severní část Yosemitského národního parku a kromě něj se v okresu také nachází Stanislaus National Forest. Hlavním městem okresu je Sonora.
Jedná se o tradičně republikánský okres. Ve volbách amerického prezidenta zde jako demokrat naposledy vyhrál Bill Clinton v roce 1992.